# Assel Sartbajewa
Assel Sartbajewa (kirgisisch Асель Сартбаева, englische Transkription Asel Sartbaeva) ist eine kirgisische Chemikerin, die im Rahmen eines Stipendiums der Royal Society eine Methode entwickelte, die es erlaubt, Impfstoffe ohne Kühlung zu lagern.

## Leben und Werk
Assel Sartbajewa wurde in der damaligen Sowjetunion geboren und hatte schon früh das Ziel, Wissenschaftlerin zu werden. Sie studierte zunächst in Kirgisistan Naturwissenschaften und gewann als erste Frau die nationale Studentenolympiade in ihrer Kategorie, Materialien. Sie erhielt später ein Stipendium für ein postgraduales Studium in Cambridge. 2004 erhielt sie als erste zentralasiatische Frau einen Doktortitel der Universität von Cambridge. Anschließend zog Sartbajewa für ihren Postdoc in die USA, kehrte dann aber 2007 mit einer Glasstone Fellowship für Oxford ins Vereinigte Königreich zurück.
Sie hatte von 2011 bis 2019 ein Stipendium der Royal Society. Ursprünglich wurde es ihr für ein Forschungsvorhaben gewährt, das Zeolithen gewidmet war. Kurz nach ihrer Ankunft an der Universität Bath, wo sie als Stipendiatin an der chemischen Fakultät war, erwachte ihr Interesse an Experimenten mit Silikaten. Sie hoffte, diese könnten die Proteine in Impfstoffen schützen. Grundsätzlich sind viele Impfstoffe nur bei einer Temperatur von 2 °C bis 8 °C stabil. Bei anderen Temperaturen bauen sich wichtige Wirkstoffe innerhalb der Impfstoffe ab und die Impfwirkung geht verloren. Dies führt dazu, dass sehr viele Kinder weltweit keine Chance auf dringend benötigte Impfungen haben. Dies wurde Sartbajewa 2010 im Rahmen der Impfung ihrer eigenen Tochter bewusst. Sie erhielt kaum Ermutigung für ihr Forschungsvorhaben, im Gegenteil wurde ihr von Professoren geraten, keine weitere Zeit darauf zu verschwenden. Nachdem sie sich versichert hatte, dass sie mit einer Änderung des Forschungsthemas nicht gegen die Förderrichtlinien ihres Stipendiums verstieß, setzte Sartbajewa ihre Forschung an diesem Vorhaben dennoch fort. Es gelang ihr, eine Silica-Beschichtung zu entwickeln, die Impfstoffe bei Raumtemperatur vor dem Verderben bewahrt. Diese Erfindung könnte möglicherweise die Verteilung von Impfstoffen gerade in abgelegenen Gebieten erheblich erleichtern und die Kosten deutlich reduzieren. 2017 veröffentlichte Sartbajewa mit ihrem Team die erste wissenschaftliche Arbeit zu diesem Thema. 2021 wurde die von ihr und dem Team entwickelte Methode der Ensilication, also der Umhüllung mit einer Silica-Beschichtung, in den USA patentiert. Mit diesem Verfahren ist es möglich, die meisten Impfstoffe und vergleichbare biologische Materialien bei Temperaturen zwischen −20 °C und +80 °C sicher zu lagern. Bisher müssen etwa die Hälfte aller produzierten Impfstoffe entsorgt werden, weil sie aufgrund von Fehlern in der Kühlkette unbrauchbar geworden sind.
Gemeinsam mit Aswin Doekhie gründete Asel Sarbaeva 2022 das Biotechnologie-Start-up Ensilitech. Anfang Januar gelang es dem Unternehmen, Gelder als Pre-Seed-Funding in Höhe von 1,2 Millionen Pfund zu erhalten.
2017 wurde die Universität Bath für die Arbeit auf dem Gebiet der Ensilication mit dem IChemE Award für Biotechnologie ausgezeichnet. 2020 erhielt ein Vorläufer von Ensilitech eine Auszeichnung in der Emerging Technologies Competition der Royal Society.
Neben ihrer wissenschaftlichen Tätigkeit ist Sartbajewa Botschafterin für das Girls-in-Science-Programm der UNICEF. Ihr ist es aus eigener Erfahrung wichtig, Mädchen ein Rollenvorbild zu bieten. Sie produziert auch Filme als pädagogisches Material für Grundschulkinder. Diese Filme erklären beispielsweise die Prozesse der Kristallisation und Polymerisation.